# Moklište
Moklište (cyr. Моклиште) – wieś w Serbii, w okręgu pirockim, w gminie Bela Palanka. W 2011 roku liczyła 303 mieszkańców.